# HoHo Wien
Das HoHo Wien ist ein Holz-Hybrid-Hochhaus in der Seestadt Aspern im 22. Wiener Gemeindebezirk Donaustadt. Mit 24 Geschoßen und 84 Metern Höhe ist es nach dem Ascent MKE in Milwaukee, Wisconsin, USA und dem Mjøstårnet im norwegischen Brumunddal das weltweit dritthöchste Holzhochhaus. Das HoHo Wien liegt auf einem 4.000 Quadratmeter großen Grundstück direkt an der U2-Station Seestadt sowie an einer angrenzenden Hochgarage. Nach 1,5 Jahren Bauzeit wurde im März 2018 das Nebengebäude in gleicher Holz-Hybrid-Bauweise fertiggestellt. Im Jänner 2020 sind die ersten Gewerbe-Mieter ins Holzhochhaus eingezogen. Neben Büros beinhaltet es ein Hotel mit Serviced Apartments, ein Fitnessstudio und ein zum Hotel gehöriges Restaurant. Der äußere Holzanteil liegt ab dem Erdgeschoß bei 75 Prozent, in den Innenräumen bestehen die Decken, Wände und Holzstützen aus Fichtenholz. Holzhäuser wie das HoHo Wien sind als Antwort auf den Klimawandel zu verstehen, seit Wissenschaftler wie Hans Joachim Schellnhuber vorschlagen, dass Holzhäuser eine Möglichkeit zur Speicherung von Kohlenstoffdioxid und damit für die zur Einhaltung des Zwei-Grad-Ziels erforderlichen negativen Treibhausgasemission sind.

## Geschichte
Das Baufeld des HoHo Wiens steht, wie auch ein Großteil der Seestadt Aspern, auf dem ehemaligen Flugfeld Aspern. Auf Wiens Flugplatz der Zwischenkriegszeit sollen bis zum Jahr 2028 rund 240 Hektar verbaut werden.
Zur detaillierten Geschichte des Baufeldes siehe: Seestadt Aspern#Geschichte
Im Februar 2015 wurde die Idee von Investor Günter Kerbler und Caroline Palfy in Wien präsentiert. Noch im selben Jahr erhielt das Projekt die Baugenehmigung von der Stadt Wien.
Nach zweieinhalbjähriger Entwicklungsphase wurde im Oktober 2016 mit der Errichtung des Gebäudes begonnen. Die Handler Gruppe bekam den Zuschlag und setzte das Projekt federführend um.
Im März 2018 wurde der erste Bauteil „HoHo Next“ fertiggestellt und das Musterbüro eingerichtet.
Im Jänner 2020 zogen die ersten Büromieter ein, kurz danach folgte das Fitnesscenter, das Hotel eröffnete aufgrund coronabedingter Verschiebungen im September 2021. Im Mai 2021 wurde die Entwicklungsgesellschaft des HoHo Wien an die oberösterreichische Investmentgruppe AVV verkauft, die bereits seit 2015 als fünfzigprozentiger Partner beteiligt war.

## Architektur
Die Architekten haben eine höhengestaffelte Silhouette und eine Fassade geplant, die an die Struktur einer Baumrinde erinnern. Auch im Innenbereich soll auf die Sichtbarkeit der Holzflächen geachtet werden. Durch eine flexible Grundrissgliederung kann die Flächennutzung einfach verändert und neu angepasst werden.
In der 24-geschoßigen Gewerbe-Immobilie erstrecken sich neben Büroflächen ein Hotel, Apartments, ein Restaurant, ein Wellness-Bereich sowie Business-Geschoße.

## Bauweise
75 Prozent des Hochhauses bestehen aus Holz, der Kern ist aus Beton. Auch die Decken aus Massivholz werden von einer dünnen Betonschicht ergänzt. Durch die Fertigteilelemente wurde auch die Bauzeit minimiert. Die Primärtragstruktur ist eine Kombination aus einem Betonkern und angedockter Holzkonstruktion. Für den Holzbau wurde eine einfache Tragstruktur bestehend aus drei Grundbausteinen – Deckenelement, Randträger und Stütze – gewählt. Die geschossweise Lastabtragung erfolgt über Holz-Beton-Verbund-Deckenelemente (Brettsperrholzplatten), welche auf einem umlaufenden Betonfertigteilträger aufgelagert sind.

## Ökologie
Beim Bau sollen 2800 Tonnen CO2 eingespart worden sein, das entspricht ca. 20 Millionen PKW-Kilometer oder 1.300 Jahre täglich 40 Kilometer Autofahrt. Holz ist ein nachwachsender Rohstoff, dadurch wird deutlich weniger Zement und Stahl benötigt. In Österreich wachsen jährlich 30 Millionen Kubikmeter Holz nach, davon werden 26 Millionen Kubikmeter genutzt. Die restlichen 4 Millionen Kubikmeter verbleiben im Wald und vergrößern stetig den Holzvorrat. Das bedeutet, dass in jeder Sekunde 1 Kubikmeter Holz nachwächst. Das gesamte HoHo Wien ist in nur einer Stunde und 17 Minuten in österreichischen Wäldern nachgewachsen. Es gibt zudem Aufzüge mit Energierückgewinnung, Photovoltaikanlagen und Fundamentabsorber sowie ein dezentrales Lüftungssystem mit Konditionierung. Zahlreiche Auszeichnungen würdigen das Bausystem des HoHo Wien, wo Holz zentrales Element bleibt.